# Кох, Бодиль
Бодиль Кох (дат. Bodil Koch, урождённая Тастум, Thastum; 25 октября 1903, Копенгаген — 7 января 1972, Копенгаген) — датский теолог, политический и государственный деятель. Министр по делам церкви Дании (1950, 1953—1966), первая женщина на этой должности, министр культуры Дании (1966—1968). Депутат фолькетинга (1947—1971) от социал-демократов.

## Биография
Бодиль Тастум родилась 25 октября 1903 года в Копенгагене. Её родители — инженер Янус Тастум (Janus Thastum; 1876—1936) и Каролине Андерсен (Caroline Andersen; 1877—1957). Отец был директором страховой компании Landbygningernes Brandforsikring, страховавшей сельских жителей от пожара.
Её родители были с острова Фюн.
Бодиль Тастум выросла в скромном доме среднего класса во Фредериксберге со своей старшей сестрой Агнес, по мужу Сёренсен (Agnes Thastum Sørensen; 14 июля 1902 — 27 июня 1987).
В 1922 году вместе с сестрой стала студенткой частной школы для девочек Йоханне Ингверсен и Хедвиг Элльбрехт (I. Ingwersen & H. Ellbrechts Skole). 
В 1929 году получила степень кандидата теологии (cand. teol.) в Копенгагенском университете. 
В том же году она вышла замуж за Халя Коха (Hal Koch; 1904—1963), который стал известным богословом и публицистом. Долгие годы была домохозяйкой, но активно следила за деятельностью мужа, как за научной, так и за общественной и культурной.
В 1931—1936 годах Бодиль Кох работала учительницей в школе для девочек Ингверсен и Элльбрехт.
В конце 1930-х годов Бодиль Кох начала выступать в публичных дебатах за демократию и против нацификации, которая проявлялась и за пределами нацистской Германии.
Бодиль Кох вместе с активисткой за права женщин Огот Ладинг (Aagot Lading; 1909—1963) перевела на датский книгу шведской защитницы женского равноправия Элин Вегнер «Будильник» (Väckarklocka; 1941) под датским названием Ilden overlever Natten (1942).
Бодиль Кох хорошо владела немецким языком, который, помимо прочего, она воспользовалась в 1943 году, отправившись к германскому уполномоченному рейха в Дании Вернеру Бесту с женским протестом по поводу преследований евреев. 
Бодиль Кох считала, что женщин следует обучать участвовать в политике и общественных дебатах. На парламентских выборах 23 марта 1943 года во время оккупации в ригсдаг были избраны только две женщины, что меньше чем на предыдущих выборах 1939 года, когда были избраны четыре женщины. Бодиль Кох с группой единомышлениц в 1944 году основала движение «Фолькевирке» (Folkevirke), целью которого было образование женщин и мобилизация женщин для участия в демократии. В 1946—1950 годах она редактировала журнал I Dag, затем «Фолькевирке» (Folkevirke). Движение «Фолькевирке» стало общенациональным, одним из первых массовых движений в Дании, пользовавшимся после войны широкой поддержкой в кругах правого и левого политического спектра. «Фолькевирке» дало Бодиль Кох политическую платформу, а известность она получила благодаря бесчисленным лекциям, которые читала.
В 1947 году Бодиль Кох заявила:
Женщина не должна просто сидеть и защищать основные человеческие ценности (…), она должна выйти и бороться за создание общества, основанного на этих человеческих ценностях.
«Фолькевирке» стал основой для прорыва Бодиль Кох в большую политику.
По просьбе Ханса Хеттофта, лидера социал-демократов баллотировалась на парламентских выборах 28 октября 1947 года в избирательном округе Хернинг, в котором ранее многократно избирался социал-демократ Кристен Бординг. Для многих стала сюрпризом кандидатура учёной из Копенгагена в этом округе. Однако Бодиль Кох удалось привлечь избирателей округа своей искренностью. По результатам выборов избрана депутатом фолькетинга. Переизбиралась на последующих выборах, была депутатом до 21 сентября 1971 года, на парламентских выборах 1971 года не баллотировалась.
В 1949 году проголосовала за вступление Дании в НАТО.
16 сентября 1950 года назначена министром по делам церкви в правительстве под руководством Ханса Хеттофта. Стала первой женщиной на этом посту. Её назначение вызвало бурю негодования, в том числе среди социал-демократов. Самая большая проблема заключалась в том, что члены партии и особенно профсоюзного движения были недовольны тем фактом, что первое министерство, возглавляемое женщиной, — после Нины Банг — досталось учёной с таким небольшим стажем в рабочем движении. Также в правительство не была назначена Фанни Енсен (Fanny Jensen; 1890–1969), занимавшая пост министра без портфеля в предыдущем правительстве, что было воспринято как неоправданное сокращение числа женщин. Правительство ушло в отставку 30 октября.
В 1952 году Бодиль Кох пошла против линии партии по вопросу размещения военных баз НАТО на территории Дании в мирное время.
30 сентября 1953 года вновь назначена министром по делам церкви в правительстве под руководством Ханса Хеттофта. Сохранила должность в следующем правительстве под руководством Х. К. Хансена и его преемниках — правительстве под руководством Вигго Кампманна, первом и втором правительстве под руководством Енса Отто Крага. Занимала пост непрерывно в течение 13 лет. Стала человеком, занимавшим этот пост дольше всех в истории страны.
Как министр по делам церкви, она защищала инклюзивность Церкви Дании и свободу проповедовать. В то же время она считала, что женщины-священники должны быть естественной частью Церкви Дании.
16 июня 1964 года на теплоходе «Башкирия» в Копенгаген с официальным визитом прибыл Председатель Совета министров СССР Н. С. Хрущёв в рамках «Рейса мира и дружбы в Данию, Швецию и Норвегию». Как писала советская пресса:
В первый день пребывания Н. С. Хрущёва в Дании министр культов Б. Кох, сопровождая главу Советского правительства во время возложения венка на кладбище «Миннелуннен» борцам, погибшим за свободу и независимость Дании, тепло вспоминала о своих поездках в СССР. Особо она выделила посещение «Дома дружбы» в Москве. На неё большое впечатление произвело то обстоятельство, что советские общественные организации, в том числе общество «СССР — Дания», отмечают юбилейные даты датчан-писателей, учёных и др., устраивают в этой связи выставки, вечера с выступлением артистов и т. п., в то время как в самой Дании эти памятные даты проходят незаметно. Бодиль Кох высоко оценила вклад советского народа в войне с гитлеровской Германией.
Посещала с визитом СССР. 10 января 1965 года встречалась с митрополитом Крутицким и Коломенским Пименом и заместителем председателя отдела внешних церковных сношений, архимандритом Ювеналием.
28 ноября 1966 года назначена министром по делам культуры в правительстве под руководством Енса Отто Крага. Правительство ушло в отставку 2 февраля 1968 года.
Будучи министром, Бодиль Кох не стала великим реформатором. Отличилась она прежде всего в общеполитических дебатах. Это были общие вопросы, которыми она занималась: большее равенство, бо́льшая духовная свобода, процветание искусств — вот лишь некоторые из тем, на которые она выступала. Экономика её не интересовала.
Поспешные импульсивные реакции Бодиль Кох как отталкивали, так и привлекали многих. Бодиль Кох часто была занозой для своих коллег по социал-демократической партии, особенно в области внешней политики. В 1955 году Бодиль Кох выступила против приёма ФРГ в НАТО. Также она выступила против военной интервенции США во Вьетнаме.
Бодиль Кох была нетипичным политиком. Она не была великим стратегом, но была верна своим идеалам, даже если они не всегда соответствовали линии партии. Этим она завоевала большое доверие простых людей. В 1961 году, когда примерно 25 000 человек прошли из Хольбека в Копенгаген в знак протеста против ядерного оружия, Бодиль Кох пообещала выступить, когда марш прибудет в Копенгаген. И консервативные политики, и несколько её коллег по партии раскритиковали это намерение, посчитав, что тем она послужит коммунистам и что ей придётся уйти с поста министра. Тем не менее она произнесла свою речь, в которой, среди прочего, заявила:
Безумие гонки вооружений должно быть остановлено – мы больше не будем в этом участвовать!
Бодиль Кох горячо выступала за интересы развивающихся стран. Она хотела провести непредвзятые дебаты об отношениях между Востоком и Западом в разгар холодной войны 1950—1960-х годов. Часть партийного руководства хотела, чтобы она вышла из Социал-демократической партии, которая, однако, зависела от её большого электората.
Осенью 1971 года ушла из политики.
Умерла 7 января 1972 года в возрасте 68 лет в Ригсгоспитале в Копенгагене. Похоронена на старом кладбище в Фредериксберге.

## Личная жизнь
20 сентября 1929 года вышла замуж за Халя Коха (Hal Koch; 1904—1963), который стал известным теологом и публицистом. У пары было три сына и две дочери: Пауль (Paul; род. 1930), близнецы Айлер (Ejler; род. 1933) и Енс (Jens; 1933), Дорте (Dorte; 1938), Бодиль (Bodil; 1941). Бодиль умерла в 1942 году.
Их сын Айлер Кох (Ejler Koch; 1933—1978) стал депутатом фолькетинга (1973—1977) от социал-демократов.
Их дочь Дорте Марианне, в замужестве Беннесен (Dorte Bennedsen; 1938—2016) стала депутатом фолькетинга (1975—2001) от социал-демократов, министром по делам церкви (1971—1973) и министром образования (1979—1982).

## Публикации
Бодиль Кох опубликовала большое количество статей, лекций и проповедей в газетах, журналах и сборниках. 
После смерти мужа, Халя Коха она опубликовала несколько сборников его выступлений и статей, включая «О толерантности» (Om tolerance, 1966).
Перевела книгу Luthers Käthe (1934) протестантского писателя Карла Хессельбахера (Karl Hesselbacher; 1871—1943) о Катарине фон Бора, жене церковного реформатора Мартина Лютера. Перевод опубликован в 1938 году.
В 1969 году Бодиль Кох перевела книгу «Крик из Вьетнама» (Skriget fra Vietnam) Тхить Нят Ханя.
В соавторстве с Гурли Вибе Енсен (Gurli Vibe Jensen; 1924—2016) написала книгу «Африка» (Afrika, 1965).
В 1973 году опубликована книга Pilen og korset, стенограмма интервью, которое Бодиль Кох дала по телевидению незадолго до смерти.

## Память
12 ноября 2024 года в переговорной комнате фолькетинга в дворце Кристиансборг состоялось открытие картины «Беседа 1918—2024» Мие Мёркеберг (Mie Mørkeberg; род. 1980) размером почти 3 × 5 метров — группового портрета 30 выдающихся женщин. Эти 30 женщин были отобраны независимой исторической группой под руководством бывшего главного редактора журнала Politiken Бо Лидегора (Bo Lidegaard; род. 1958). Среди изображённых — Бодиль Кох.